# 55
| [ Edytuj tabelę ] |                       |
| Król Armenii      | - 54 Tiridates I 60   |
| Cesarz Chin       | - 25 Guangwudi 57     |
| Władca Korei      | - 53 T’aejodae 146    |
| Król Nabatei      | - 40 Malichus II 70   |
| Papież            | - 33 Piotr Apostoł 67 |
| Król Partów       | - 51 Wologazes I 78   |
| Cesarz Rzymu      | - 54 Neron 68         |

Rok 55 / LV
stulecia: I wiek p.n.e. ~
I wiek ~
II wiek

lata: 45 «
50 «
51 «
52 «
53 «
54 «
55
» 56
» 57
» 58
» 59
» 60
» 65

## Wydarzenia
- 11 lutego – na polecenie cesarza Nerona został otruty jego przyrodni brat i syn poprzedniego cesarza Klaudiusza, Brytanik.

- Początek wojny Rzymu z Partami, dowódcą został Korbulon.

## Urodzili się
- Tacyt, rzymski historyk (data przybliżona)

## Zmarli
- Brytanik, syn Klaudiusza (ur. 41 n.e.)